# Hans Albin
Pour les articles homonymes, voir Albin.
Hans Albin, né le 27 juillet 1905 à Berlin (Empire allemand) et mort le 5 septembre 1988 à Munich (Allemagne de l'Ouest), est un réalisateur, scénariste, acteur et producteur de cinéma allemand puis ouest-allemand,.

## Filmographie

### Réalisateur
- 1941 : In der Apotheke (de) (court métrage)
- 1952 : Karneval in Weiß (de), coréalisé avec Harry R. Sokal
- 1954 : La Chanson du printemps (de) (Frühlingslied)
- 1955 : Eins A in Oberbayern (de)
- 1956 : Au revoir au lac de Constance (de) (Auf Wiedersehn am Bodensee)
- 1956 : Trois Bavarois à Berlin (de) (II-A in Berlin)
- 1957 : Egon, der Frauenheld (de)
- 1960 : Tout commença sur le Königsee (de) (Schön ist die Liebe am Königssee)
- 1961 : Les Caprices d'Angela (de) (Drei weiße Birken)
- 1961 : Der verkaufte Großvater (de)
- 1963 : SOS terre en péril (de) (Der Chef wünscht keine Zeugen), coréalisé avec Peter Berneis
- 1964 : Un certain désir (Die Lady), coréalisé avec Peter Berneis
- 1968 : Nu en Haute-Bavière (de) (Pudelnackt in Oberbayern)
- 1968 : Radhapura (de) (Radhapura – Endstation der Verdammten)
- 1969 : Hugo, der Weiberschreck (de)
- 1970 : Hurra, ein toller Onkel wird Papa (de)